# 稲垣征次
稲垣 征次（いながき せいじ、1942年-）は、日本の画家。

## 経歴
第二次世界大戦中の台湾で生まれ、終戦後福岡へと引き揚げた。大学時代より絵を描き始め、以降独学で作品制作を続けた。1983年に『薔薇族』上でデビューし、以降20年間にわたり同誌上で少年愛をテーマにした作品を掲載し続けてきた。
作風は主に鉛筆画であり独特の世界観に魅了されるファンは多い。
埼玉県坂戸市在住。
2003年には渋谷のアートスペース美蕾樹で初個展を開催した。
2009年から2010年にかけて渋谷のマリアの心臓で2回個展を開催した。
2016年から銀座のマリアの心臓で常設展示されている。
2018年『日本のゲイ・エロティック・アートVol.3』にて掲載される（『薔薇族』や個展の作品に加えてインタビューも収録）
2018年から京都大原のマリアの心臓で常設展示されている。
2024年ヴァニラ画廊で稲垣征次個展「いつだって光があれば」を開催した。
2025年　スイスのアートバーゼルに参加、好評を得る。